# Edmundo II de Inglaterra
Edmundo II (Wessex, 990 - 30 de novembro de 1016), mais conhecido como Edmundo Braço de Ferro, foi Rei da Inglaterra em 1016, sucedendo ao seu pai, Etelredo II. Ganhou seu cognome "Braço de Ferro" pelos esforços que empreendeu para conter o avanço dos viquingues liderados por Canuto, o Grande.
Edmundo II subiu ao trono em Londres numa altura de crise em que Canuto, o Grande havia sucedido a Sueno I na Dinamarca e grande parte de Inglaterra. Depois de algumas negociações, Canuto concedeu o reino de Wessex a Edmundo e acordaram que o que vivesse mais tempo herdaria o conjunto da Inglaterra. Como Edmundo morreu pouco tempo depois, possivelmente assassinado, Canuto tornou-se rei de toda a Inglaterra.
Edmundo II e sua esposa Edite foram pais de 2 filhos: Eduardo (mais tarde denominado Eduardo, o Exilado) e Edmundo. Os dois meninos eram ainda pequenos quando o pai morreu, e Canuto, o Grande ordenou que fossem enviados para a Suécia e ali fossem assassinados. Entretanto, eles foram secretamente enviados a Kiev, e afinal para a Hungria.

## Infância
A data exata do nascimento de Edmundo não é clara, mas não pode ter sido após 993, quando ele foi signatário de cartas com seus dois irmãos mais velhos. Ele era o terceiro dos seis filhos do Rei Etelredo, o Despreparado e de sua primeira mulher, Elgiva, que provavelmente era filha do conde Thored de Nortúmbria. Os Seus irmãos mais velhos eram Etelstano (morreu em 1014) e Egberto (morreu por volta de 1005), e os mais jovens, Edredo, Eduíno e Edgar. Ele tinha quatro irmãs, Edgida (ou Edite), Elgiva, Vulfrida. A sua mãe morreu por volta de 1000, após a qual seu pai se casou novamente, desta vez com Ema da Normandia, que teve dois filhos, Eduardo, o Confessor, e Alfredo e uma filha Goda.

## Príncipe guerreiro
Quando Sueno Barba-bifurcada assumiu o trono no fim de 1013 e Etelredo fugiu para a Normandia, os irmãos não parecem tê-lo seguido, mas permaneceram na Inglaterra. Etelstano morreu em junho de 1014 e deixou a Edmundo uma espada que pertencera ao rei Ofa da Mércia. A sua vontade também refletiu a estreita relação entre os irmãos e a nobreza das Midlands Orientais.
Sueno morreu em fevereiro de 1014, e os Cinco Burgos da Danelaw aceitaram seu filho Canuto como rei. No entanto, Etelredo voltou para Inglaterra e lançou um ataque surpresa que derrotou os vikings e forçou Canuto a fugir de Inglaterra. Em 1015, Sigeferth e Morcar vieram a uma assembleia em Oxford, provavelmente esperando por um perdão real, mas foram assassinados por Eadric Streona. O rei Etelredo então ordenou que a viúva de Sigeferth, Edith, fosse aprisionada e levada para a Abadia de Malmesbury, mas Edmundo a aprisionou e se casou com ela em desafio a seu pai, provavelmente para consolidar a sua base de poder nas Midlands Orientais. Ele então recebeu a submissão do povo dos Cinco Burgos. Ao mesmo tempo, Canuto lançou uma nova invasão de Inglaterra. No final de 1015, Edmundo formou um exército, possivelmente auxiliado pelas ligações da sua esposa e de sua mãe com o interior e o norte, mas os mercianos sob o comando de Eadric Streona juntaram-se aos saxões ocidentais na submissão a Canuto. No início de 1016, o exército reunido por Edmundo dispersou-se quando Etelredo parecia não liderá-lo, provavelmente devido a uma doença. Edmundo então levantou um novo exército e em conjunto com o conde Uhtred da Nortúmbria devastou os territórios de Mércia de Eadric Streona, mas quando Canuto ocupou a Nortúmbria, Uhtred submeteu-se a ele, apenas para ser morto por Canuto. Edmundo foi para Londres.

## Rei de Inglaterra
Etelredo morreu a 23 de abril de 1016, e os cidadãos e vereadores em Londres escolheram Edmundo como rei e provavelmente o coroaram, enquanto o resto do Witan, reunido em Southampton, elegeu Canuto. Edmundo então fez um último esforço para reavivar a defesa de Inglaterra. Enquanto os dinamarqueses sitiavam Londres, Edmundo dirigia-se a Wessex, onde o povo se submeteu a ele e ele reuniu um exército. Ele travou batalhas inconclusivas contra os dinamarqueses e seus apoiantes ingleses em Penselwood no Somerset e Sherston no Wiltshire. Ele então levantou o cerco de Londres, que havia resistido com sucesso pelos cidadãos, e derrotou os dinamarqueses perto de Brentford. Eles renovaram o cerco enquanto Edmundo foi para Wessex para reunir mais tropas, retornando para novamente aliviar Londres, derrotar os dinamarqueses em Otford e perseguir Canuto até ao Kent. Eadric Streona agora vai para Edmundo, mas na batalha decisiva de Assandun a 18 de outubro, Eadric e seus homens fugiram e Canuto derrotou Edmund decisivamente. Pode ter havido mais uma batalha na Floresta de Dean, após a qual os dois reis, persuadidos pelo Witan, negociaram uma paz dividindo o país entre eles. Edmundo recebeu Wessex enquanto Canuto conquistou a Mércia e provavelmente a Nortúmbria.

## Morte
Edmundo morreu em 30 de novembro de 1016. O local da sua morte é incerto, embora seja geralmente aceite que tenha ocorrido em Londres, e não em Oxford, onde Henry de Huntingdon afirmou que foi na sua versão dos eventos, que incluiu a morte de Edmundo por múltiplos ferimentos de faca enquanto ele estava defecando.